# Ривароло Канавезе
Риваро̀ло Канавѐзе (на италиански: Rivarolo Canavese; на пиемонтски: Rivareul, Ривареул) е град и община в Метрополен град Торино, регион Пиемонт, Северна Италия. Разположен е на 304 m надморска височина. Към 1 януари 2020 г. населението на общината е 12 511 души, от които 966 са чужди граждани.